# I Want to Know What Love Is
I Want to Know What Love Is – ballada rockowa zespołu Foreigner.
W 2004 roku utwór został umieszczony na liście 500 piosenek wszech czasów według magazynu Rolling Stone.
W 2003 roku został przerobiony przez Wynonnę Judd, a w 2006 przez Claya Aikena, w 2009 przez Mariah Carey.
Utwór pojawił się w grze Grand Theft Auto: Vice City Stories w radiu Emotion 98.3.